# Agrilus limpiae
Agrilus limpiae es una especie de insecto del género Agrilus, familia Buprestidae, orden Coleoptera. Fue descrita científicamente por Knull, 1941.
Se encuentrsa de Kansas a Texas. Se alimenta de Sapindus saponaria, Sapindaceae.